# Palmarès des compétitions européennes de hockey sur glace
Cet article liste le palmarès des différentes compétitions européennes de hockey sur glace.

## Compétitions de clubs
La première compétition des clubs européens organisée par l'IIHF voit le jour en 1966, et prend le nom de Coupe d'Europe de hockey sur glace. En 1997, le format de la compétition est modifié dans le but de rendre la compétition plus attractive : le tournoi n'est plus réservé exclusivement aux clubs champion en titre. La compétition prend le nom de Ligue européenne de hockey. Dans le même temps est créée, la Coupe continentale de hockey sur glace une compétition de plus bas niveau permettant d'accueillir les équipes de pays n'ayant pas de représentant dans le niveau supérieur. Une Supercoupe est disputée chaque année entre les vainqueurs des tournois. Toutefois en 2000, après 4 éditions, l'IIHF cesse d'organiser la LEH, après un abandon programmé de la compétition des clubs suédois et le sous-entendu des finlandais de les imiter.
La Coupe d'Europe renait sous le nom de Coupe d'Europe des clubs champions de hockey sur glace en 2006 mais ne ressemble que les vainqueurs des championnats des six meilleures nations européennes au classement IIHF. Sous un format équivalent à celui de la Coupe Spengler, les équipes s'affrontent durant une semaine début janvier. En 2008 la Ligue des champions de hockey sur glace remplace cette compétition qui ne se déroulera jusqu'à son terme que lors d'une seule édition.
Dans le même temps de 2006 à 2013, plusieurs fédérations scandinaves se rassemblent et disputent le Trophée européen indépendamment de l'IIHF. 
En 2014 une nouvelle Ligue des champions de hockey sur glace permet aux clubs européens de s'affronter.
| Saison    | Coupe des champions / Ligue des champions | Coupe de la Fédération / Coupe continentale | Supercoupe d'Europe     |
| --------- | ----------------------------------------- | ------------------------------------------- | ----------------------- |
| 1965-1966 | ZKL Brno                                  |                                             |                         |
| 1966-1967 | ZKL Brno                                  |                                             |                         |
| 1967-1968 | ZKL Brno                                  |                                             |                         |
| 1968-1969 | CSKA Moscou                               |                                             |                         |
| 1969-1970 | CSKA Moscou                               |                                             |                         |
| 1970-1971 | CSKA Moscou                               |                                             |                         |
| 1971-1972 | CSKA Moscou                               |                                             |                         |
| 1972-1973 | CSKA Moscou                               |                                             |                         |
| 1973-1974 | CSKA Moscou                               |                                             |                         |
| 1974-1975 | Krylia Sovetov                            |                                             |                         |
| 1975-1976 | CSKA Moscou                               |                                             |                         |
| 1976-1977 | Poldi SONP Kladno                         |                                             |                         |
| 1977-1978 | CSKA Moscou                               |                                             |                         |
| 1978-1979 | CSKA Moscou                               |                                             |                         |
| 1979-1980 | CSKA Moscou                               |                                             |                         |
| 1980-1981 | CSKA Moscou                               |                                             |                         |
| 1981-1982 | CSKA Moscou                               |                                             |                         |
| 1982-1983 | CSKA Moscou                               |                                             |                         |
| 1983-1984 | CSKA Moscou                               |                                             |                         |
| 1984-1985 | CSKA Moscou                               |                                             |                         |
| 1985-1986 | CSKA Moscou                               |                                             |                         |
| 1986-1987 | CSKA Moscou                               |                                             |                         |
| 1987-1988 | CSKA Moscou                               |                                             |                         |
| 1988-1989 | CSKA Moscou                               |                                             |                         |
| 1989-1990 | CSKA Moscou                               |                                             |                         |
| 1990-1991 | Djurgårdens IF                            |                                             |                         |
| 1991-1992 | Djurgårdens IF                            |                                             |                         |
| 1992-1993 | Malmö IF                                  |                                             |                         |
| 1993-1994 | TPS Turku                                 |                                             |                         |
| 1994-1995 | Jokerit Helsinki                          | Salavat Ioulaïev Oufa                       |                         |
| 1995-1996 | Jokerit Helsinki                          | AS Mastini Varese                           |                         |
| 1996-1997 | Lada Togliatti TPS Turku                  |                                             | TPS Turku               |
| 1997-1998 | VEU Feldkirch                             | HC Košice                                   | VEU Feldkirch           |
| 1998-1999 | Metallourg Magnitogorsk                   | HC Ambri-Piotta                             | HC Ambrì-Piotta         |
| 1999-2000 | Metallourg Magnitogorsk                   | HC Ambri-Piotta (2)                         | Metallourg Magnitogorsk |
| 2000-2001 |                                           | ZSC Lions                                   |                         |
| 2001-2002 |                                           | ZSC Lions (2)                               |                         |
| 2002-2003 |                                           | Jokerit Helsinki                            |                         |
| 2003-2004 |                                           | HC Slovan Bratislava                        |                         |
| 2004-2005 | Avangard Omsk                             | HKm Zvolen                                  |                         |
| 2005-2006 | Dinamo Moscou                             | Lada Togliatti                              |                         |
| 2006-2007 | Ak Bars Kazan                             | HK Iounost Minsk                            |                         |
| 2007-2008 | Metallourg Magnitogorsk                   | Ak Bars Kazan                               |                         |
| 2008-2009 | ZSC Lions                                 | MHC Martin                                  |                         |
| 2009-2010 | Eisbären Berlin                           | EC Red Bull Salzbourg                       |                         |
| 2010-2011 | EC Red Bull Salzbourg                     | HK Iounost Minsk (2)                        |                         |
| 2011-2012 | Luleå HF                                  | Dragons de Rouen                            |                         |
| 2012-2013 | JYP Jyväskylä                             | Donbass Donetsk                             |                         |
| 2013-2014 |                                           | Stavanger Oilers                            |                         |
| 2014-2015 | Luleå HF                                  | HK Nioman Hrodna                            |                         |
| 2015-2016 | Frölunda HC                               | Dragons de Rouen (2)                        |                         |
| 2016-2017 | Frölunda HC                               | Nottingham Panthers                         |                         |
| 2017-2018 | JYP Jyväskylä                             | HK Iounost Minsk (3)                        |                         |
| 2018-2019 | Frölunda HC                               | Arlan Kökşetaw                              |                         |
| 2019-2020 | Frölunda HC                               | SønderjyskE Ishockey                        |                         |
| 2020-2021 |                                           |                                             |                         |
| 2021-2022 | Rögle BK                                  | KS Cracovia                                 |                         |
| 2022-2023 | Tappara                                   | HK Nitra                                    |                         |

### Palmarès par nation
| Rang | Pays             | LdC | CC | SC | Total |
| ---- | ---------------- | --- | -- | -- | ----- |
| 1    | Union soviétique | 21  | 0  | 0  | 21    |
| 2    | Suède            | 10  | 0  | 0  | 10    |
| 3    | Russie           | 7   | 2  | 1  | 10    |
| 4    | Finlande         | 7   | 1  | 1  | 9     |
| 5    | Suisse           | 1   | 4  | 1  | 6     |
| 6    | Slovaquie        | 0   | 5  | 0  | 5     |
| 7    | Tchécoslovaquie  | 4   | 0  | 0  | 4     |
| 8    | Autriche         | 2   | 1  | 1  | 4     |
| 9    | Biélorussie      | 0   | 4  | 0  | 4     |
| 10   | France           | 0   | 2  | 0  | 2     |
| 11   | Allemagne        | 1   | 0  | 0  | 1     |
| 12   | Ukraine          | 0   | 1  | 0  | 1     |
| 12   | Norvège          | 0   | 1  | 0  | 1     |
| 12   | Royaume-Uni      | 0   | 1  | 0  | 1     |
| 12   | Kazakhstan       | 0   | 1  | 0  | 1     |
| 12   | Danemark         | 0   | 1  | 0  | 1     |
| 12   | Pologne          | 0   | 1  | 0  | 1     |

## Compétitions de sélections nationales
| Année | Championnat d'Europe |
| ----- | -------------------- |
| 1910  | Grande-Bretagne      |
| 1911  | Bohême               |
| 1912  | Bohême               |
| 1913  | Belgique             |
| 1914  | Bohême               |
| 1921  | Suède                |
| 1922  | Tchécoslovaquie      |
| 1923  | Suède                |
| 1924  | France               |
| 1925  | Tchécoslovaquie      |
| 1926  | Suisse               |
| 1927  | Autriche             |
| 1928  | Suède                |
| 1929  | Tchécoslovaquie      |
| 1932  | Suède                |